# Калмаково (Абзелиловский район)
Калмаково (баш. Ҡалмаҡ) — деревня в Абзелиловском районе Республики Башкортостан России, входит в Халиловский сельсовет.

## География
Расстояние до:
- районного центра (Аскарово): 28 км,
- центра сельсовета (Халилово): 16 км,
- ближайшей железнодорожной станции (Альмухаметово): 24 км.

## Население
| 1968 | 2002 | 2009 | 2010 |
| ---- | ---- | ---- | ---- |
| 167  | ↘28  | ↗29  | ↘22  |

Национальный состав
Согласно переписи 2002 года, преобладающая национальность — башкиры (100 %).